# Dennis Diekmeier
Dennis Diekmeier (ur. 20 października 1989 w Thedinghausen) – niemiecki piłkarz występujący do końca sezonu 2017/18 na pozycji obrońcy w niemieckim klubie Hamburger SV. 

## Życiorys
W czasach juniorskich trenował w TSV Bierden, w TSV Verden oraz w Werderze Brema. W 2008 roku był zawodnikiem rezerw tego ostatniego. W styczniu 2009 roku odszedł do 1. FC Nürnberg. 1 lipca 2010 został zawodnikiem Hamburger SV. Pierwszym meczem ligowym, jaki zagrał w barwach klubu z Hamburga, było spotkanie przeciwko FC Köln 19 marca 2011.

### Kariera reprezentacyjna
Diekmeier był członkiem reprezentacji Niemiec do lat 19, która w 2008 roku sięgnęła po tytuł młodzieżowych mistrzów Europy.

## Sukcesy

### Niemcy U-19
- Mistrzostwa Europy U-19

Mistrzostwo (1): 2008